# Valeri Peresjkura
Valeri Peresjkura (ukrainska: Валерій Валерійович Перешкура), född den 20 september 1977 i Ryska SFSR, Sovjetunionen, är en ukrainsk gymnast.
Han tog OS-silver i lagmångkampen i samband med de olympiska gymnastiktävlingarna 2000 i Sydney.